# Ernst-Ludwig-Presse
In 1907 stichtte groothertog Ernst Lodewijk van Hessen-Darmstadt (1868-1937), ter bevordering van het boekwezen in Darmstadt zijn eigen drukkerij: de Ernst-Ludwig-Presse, en publiceerde hij in 1911 onder het pseudoniem E. Mann het kerstspel Bonifatius. Onder het pseudoniem K.E. Ludhart publiceerde hij het jaar daarop het toneelstuk Ostern. Ein Mysterium.
Bij de Ernst-Ludig-Presse werd werk uitgegeven van onder anderen Johann Wolfgang von Goethe, Rainer Maria Rilke, Heinrich Heine, Friedrich Hölderlin, William Shakespeare, Theodor Storm, John Keats, Joseph von Eichendorff en Baruch de Spinoza.
De beheerders van de drukkerij waren de broers Friedrich Wilhelm Kleukens en Christian Heinrich Kleukens. Terwijl Friedrich Wilhelm de lettertypes van de pers en de boekbanden ontwierp, nam zijn broer het ontwerpen van de afbeeldingen voor zijn rekening. De Eerste Wereldoorlog bracht een scheiding van de twee broers teweeg en Friedrich Wilhelm richtte toen de Ratio-Presse op. Christian Heinrich kwam later terug bij de Ernst-Ludwig-Presse, maar reeds in 1919 begon hij met Rudolf G. Binding de Kleukens-Presse in Darmstadt en in 1927 nam hij in Mainz de leiding over de Mainz-Presse van het Johann-Gutenberg-Institut over. 